# 伊丹勝政
伊丹 勝政（いたみ かつまさ）は、甲斐徳美藩の第3代藩主。

## 生涯
寛永3年（1626年）、第2代藩主・伊丹勝長の長男として生まれる。寛文2年（1662年）に父が暗殺されたため家督を継ぎ、12月に従五位下・大隅守に叙位・任官する。寛文3年（1663年）には甲斐の黒川金山の支配を任され、寛文4年（1664年）10月には近江水口城の守備を担当した。
勝政は40歳を過ぎても男子に恵まれなかったため、はじめ弟の勝久を養子にしていたが、48歳のときに長男の勝守が生まれたため、勝久を廃して勝守を世子としている。元禄4年（1691年）7月15日に死去した。享年66。跡を勝守が継いだ。